# Лопатівка
Лопатівка (пол. Łopatowka) — колишнє село в Україні, нині — частина села Колиндяни Тернопільської области.

## Топоніміка
Микола Крикун подає наступні варіанти назв с. Лопатівка, зафіксовані у хронологічному порядку у відповідних джерелах:
- Łopotowce, с. — Кам'янецька земська книга 1604, 1617, 1631;
- Łopotowce, с. — Подимний реєстр 1629;
- Łopatowka alias Kołyndziany, с. — Кам'янецька земська книга 1636;
- Łopatowka alias Kołyndziany, с. — Ком. р. 1678.

## Історія
У багатотомному виданні актових джерел, які перебували в архіві монастиря отців Бернардинів у Львові, є перша згадка про село Лопотівці. Згідно акту від 16 липня 1449 року, який зареєстрували в Теребовлі, Зимгунд Кердей отримав вищезгадане село.
У XVI ст. і першій половині XVIII ст. с. Лопотівці. Згодом не існує.